# لوچالین
لوچالین (به انگلیسی: Lochaline) یک روستا در بریتانیا است که در هایلند واقع شده‌است.